# 福尔努什 (圣玛丽亚-达费拉)
福尔努什是葡萄牙阿威罗区的一个堂区。总面积3.63平方公里，总人口2810人，人口密度774.1人/平方公里。